# Agusta A.103
Agusta A.103 byl italský prototyp lehkého jednomístného vrtulníku, který poprvé vzlétl v říjnu 1959. Pilot seděl v uzavřené perspexové bublině, za níž byl umístěn motor, a ocasní rotor byl nesen na pylonu opatřeném potahem.

## Specifikace
Údaje podle Jane's All The World's Aircraft 1961–62

### Technické údaje
- Osádka: 1 (pilot)
- Délka: 6,13 m
- Výška: 2,23 m
- Průměr nosného rotoru: 7,40 m
- Plocha nosného rotoru: 43 m²
- Hmotnost prázdného stroje: 280 kg
- Vzletová hmotnost: 460 kg
- Pohonná jednotka: 1 × vzduchem chlazený čtyřválcový boxer Agusta GA.70
- Výkon pohonné jednotky: 64 kW (85 hp)

### Výkony
- Maximální rychlost: 150 km/h
- Cestovní rychlost: 135 km/h
- Dolet: 450 km
- Vytrvalost: 3 hodiny
- Praktický dostup: 2 000 m[2]
- Stoupavost: 4,0 m/s